# Fritas
As fritas cerâmicas são um material básico usado na produção de esmaltes cerâmicos para queimas em baixas temperaturas (870º a 1050°C). São produzidas a partir de uma mistura de matérias primas brutas diversas, que queimadas em fornos cerâmicos passam por diversas transformações físico-químicas. 
As matérias primas usadas são geralmente uma fonte de minerais fundentes (minerais de chumbo, sódio, boro etc.) e uma fonte de minerais vitrificantes (minerais ricos em sílica, como o quartzo).
O processo de fritagem torna os materiais insolúveis (ou menos solúveis), reduz a liberação de gases (especialmente o CO2 produz muitas bolhas nos esmaltes), melhora a visualização e dispersão das cores, reduz o gasto energético, aumenta a fusibilidade da mistura etc.

## Classificação
Segundo a composição dos seus fundentes existem fritas plumbíferas (de chumbo), fritas alcalinas (de sódio e potássio), fritas borácicas (boro), fritas cincíferas (de zinco) e fritas mistas (aquelas que apresentam diversos fundentes diferentes).
As fritas tornam os esmaltes de baixa temperatura bastante seguros, reduzindo substancialmente a potencial toxicidade das matérias primas envolvidas na sua produção.